# Lin purgatif
Linum catharticum
Espèce
Classification phylogénétique
Statut de conservation UICN

 LC  : Préoccupation mineure
Le Lin purgatif (Linum catharticum) est une espèce de plantes à fleurs de la famille des Linaceae.

## Description
C'est une petite plante herbacée basse (5 à 30 cm), annuelle, aux feuilles opposées. Les pétales des fleurs sont blancs, à base jaune, longs de 4 à 6 mm, environ 2 fois plus longs que les sépales.

### Caractéristiques
- Organes reproducteurs
  - Couleur dominante des fleurs : blanc
  - Période de floraison : juillet-août
  - Inflorescence : cyme unipare hélicoïde
  - Sexualité : hermaphrodite
  - Ordre de maturation : homogame
  - Pollinisation : entomogame, autogame
- Graine
  - Fruit : capsule
  - Dissémination : barochore
- Habitat et répartition
  - Habitat type : tonsures hygrophiles de niveau topographique moyen, marnicoles basophiles
  - Aire de répartition : eurasiatique méridional

Données d'après : Julve, Ph., 1998 ff. - Baseflor. Index botanique, écologique et chorologique de la flore de France. Version : 23 avril 2004.